# Batalha de Cnido
A Batalha de Cnido (394 a.C.) foi uma operação militar conjunta entre Pérsia e Atenas contra a frota de Esparta, tendo acontecido em Cnido durante a guerra de Corinto. A frota persa, comandada pelo almirante ateniense Conão, destruiu completamente a frota espartana do general Pisandro, que carecia de experiência em operações navais. A batalha acabou com a esperança de Esparta em conseguir a supremacia naval. 
O resultado do conflito foi de extrema importância para a coligação de estados que buscavam acabar com a hegemonia espartana durante a guerra de Corinto.

## Contexto
Em 394 a.C., o rei Agesilau II de Esparta e seu exército foram requisitados a voltaram da Jônia até o continente grego afim de ajudarem na guerra de Corinto. A frota de trirremes, sob o comando de Pisandro, também começou o seu regresso partindo de Cnido até a Grécia.
Entretanto a frota persa, comandada de maneira conjunta por Conão e o sátrapa persa Farnabazo II, saíram de Quersoneso e conseguiram se antecipar aos espartanos. As frotas se encontram perto de Cnido.

## A batalha
As fontes são vagas e imprecisas na hora de relatarem a batalha em si.  Aparentemente no início do confronto a frota espartana se encontrou com alguns trirremes avançados persas e conseguiram se enfrentar de igual para igual com certo êxito. Mais tarde o contingente principal  da frota persa chegou ao local da batalha, forçando a fuga espartana a qual custou muitos dos seus barcos.
No final os espartanos perderam toda a sua frota, com muitas baixas. Os persas capturaram 50 trirremes das forças inimigas. Pisandro morreu enquanto lutava para defender seu barco.

## Eventos posteriores
A Batalha acabou com a intenção espartana de criar um império naval. Esparta não voltou a tentar grandes projetos militares no mar, e em poucos anos Atenas retomou seu lugar como o principal poder naval grego.
Depois da vitória, Conão levou a sua frota de volta para a Atenas, onde supervisionou a reconstrução das Longas Muralhas, que haviam sido destruídas no término da guerra de Dicelia, a fase final da guerra de Peloponeso.
Com Esparta fora da cena, a Pérsia restabeleceu seu domínio sobre a Jônia e em diversas partes do Mar Egeu. As novas possessões seriam oficializadas no tratado conhecido como a Paz de Antálcidas, em 387 a.C. Esse domínio só terminaria meio século depois com as campanhas militares de Alexandre Magno.